# Frank Butterworth
Frank Butterworth (Lancashire, 12 dicembre 1903 – Burbank, 6 agosto 1975) è stato un attore statunitense, attivo come attore bambino nel cinema muto americano dal 1916 al 1922 (tra i 13 e i 19 anni d'età).

## Biografia
Nato in Inghilterra, Frank Butterworth, al pari dei fratelli minori Ernest Butterworth Jr. (1905-1986) e Joe Butterworth (1910-1986), è figlio d'arte. Loro padre era l'attore Ernest Butterworth.
Frank comincia la sua carriera di attore bambino nel 1916, in ruoli che gli permettono subito di misurarsi, spesso al fianco del fratello Ernest Butterworth Jr., con alcuni dei più famosi attori bambini del momento, come Baby Early Gorman, Gordon Griffith e Irma Sorter. I giornali del tempo lodano in particolare la sua interpretazione in The Young Sleuths (1916), di cui è protagonista con Irma Sorter.
Nel 1918 Frank è ormai adolescente e nei lungometraggi cui comincia a prendere parte, gli sono affidati solo ruoli di minore importanza. La sua carriera attoriale si interrompe nel 1922 con il raggiungimento dell'età adulta.
Ritiratosi dalla recitazione, Frank Butterworth muore in California nel 1975, all'età di 71 anni.

## Filmografia

### Cortometraggi
- The Bold, Bad Burglar, regia di Harry C. Mathews (1916)
- Storming the Trenches (1916)
- Betrayed by a Camera (1916)
- The Young Sleuths (1916)
- When the Minstrels Came to Town, regia di Harry C. Mathews (1916)

### Lungometraggi
- Amarilly of Clothes-Line Alley, regia di Marshall Neilan (1918) - non accreditato Mary Pickford
- Till I Come Back to You, regia di Cecil B. DeMille (1918)
- The Enchanted Barn, regia di David Smith (1919)
- Through a Glass Window, regia di Maurice Campbell (1922)